# Pseudauchenipterus affinis
Pseudauchenipterus affinis är en fiskart som först beskrevs av Steindachner, 1877.  Pseudauchenipterus affinis ingår i släktet Pseudauchenipterus och familjen Auchenipteridae. Inga underarter finns listade i Catalogue of Life.